# 歐亨尼奧瑪利亞德奧斯托斯 (杜華德省)
歐亨尼奧瑪利亞德奧斯托斯(Mayaguez)是多明尼加共和國的城鎮，位於該國北部，由杜華德省負責管轄，面積78.23平方公里，人口14,598，人口密度每平方公里190人。